# Pedro Millet
Pedro Lluís Millet Soler (Barcelona, 9 de abril de 1954) é um velejador espanhol.

## Carreira
Pedro Millet representou seu país nos Jogos Olímpicos de 1976, no qual conquistou a medalha de prata na classe  470. 